# Daniel Nipkow
Daniel Nipkow (* 14. März 1954) ist ein ehemaliger Schweizer Sportschütze.

## Erfolge
Daniel Nipkow wurde 1981 in Santo Domingo Vizeweltmeister mit dem Luftgewehr. Er trat bei den Olympischen Spielen 1984 in Los Angeles mit dem Kleinkalibergewehr im Dreistellungskampf über 50 Meter an. In diesem Wettbewerb erzielte er liegend 396 Punkte, kniend 386 Punkte sowie stehend 381 Punkte, sodass er insgesamt auf 1163 Punkte kam. Damit erreichte er zehn Punkte weniger als Malcolm Cooper, der Olympiasieger wurde, und erhielt somit vor dem Drittplatzierten Alister Allan die Silbermedaille.